# Gruppo Sportivo Hockey Pordenone 2018-2019
Questa voce raccoglie le informazioni riguardanti il Gruppo Sportivo Hockey Pordenone nelle competizioni ufficiali della stagione 2018-2019.

## Organico

### Giocatori
Rosa e numerazione, tratte dal sito internet ufficiale della Federazione Italiana Sport Rotellistici, aggiornate alla stagione 2018-2019.
| N° | Naz.                 | Ruolo | Sportivo            |  |  |  |
| -- | -------------------- | ----- | ------------------- |  |  |  |
| 2  | Italia (bandiera)    | E     | Silvio Costenaro    |  |  |  |
| 5  | Italia (bandiera)    | E     | Andrea Bicego       |  |  |  |
| 7  | Italia (bandiera)    | E     | Luca Rigon          |  |  |  |
| 9  | Italia (bandiera)    | E     | Mattia Battistuzzi  |  |  |  |
| 13 | Argentina (bandiera) | P     | Juan Eduardo Oviedo |  |  |  |
| 22 | Italia (bandiera)    | E     | Omar Gasparotto     |  |  |  |
| 23 | Italia (bandiera)    | E     | Alessandro Cortes   |  |  |  |
| 41 | Italia (bandiera)    | P     | Riccardo Pozzato    |  |  |  |
| 55 | Italia (bandiera)    | E     | Marco Rigon         |  |  |  |
| 88 | Italia (bandiera)    | E     | Mattia Furlanis     |  |  |  |

### Staff tecnico
- Allenatore:  Juan Eduardo Oviedo
- Allenatore in seconda:
- Meccanico: